# Ян Силвестер Дрост
Ян Силвѐстер Дрост (на полски Jan Sylwester Drost) е полски художник пластик, специалист по индустриален дизайн, известен проектант и технолог на стъкло.
От 1952 година следва във Факултета по стъкло на Висшето държавно училище по пластични изкуства във Вроцлав в класа на Станислав Давски. Дипломира се през 1958 година и от 1959 работи като проектант в Механично-оптични заводи „Опта“ в Катовице.
През 1960 година Дрост започва работа в Центъра за дизайн към Фабриката за промишлено стъкло „Зомбковице“ в Зомбковице Бенджинске, където работи в продължение на четиридесет години като организатор, проектант и директор на Отдела по дизайн. През 1972 г. по време на студентска практика в Швеция се запознава с работата на фабриките за стъкло в Orrefors, Johansfors, Lindshammar, Sandvisk, Hofmantorp и Reijmyre glasbruk. Стажува също в заводите за керамика в Рьорстранд и Густавбери. Също през 1972 година е стипендиант на шведското правителство и учи във Факултета по промишлено проектиране към Академията по изящни изкуства и в Центровете за индустриален дизайн в Стокхолм и в Милано, както и в Института по стъкло във Векшьо. След завръщането си в Полша получава двугодишна стипендия от Съвета на Фондацията за развитие на пластичното изкуство.
Ян Силвестер Дрост създава проекти както за уникални произведения, така и за серийно производство от стъкло; на него се приписва заслугата за разпространението на пресованото стъкло, което проектантите, творили преди него, са приемали за евтин продукт, за чието проектиране не се изискват кой знае какви творчески умения.
|  | Тази страница частично или изцяло представлява превод на страницата Jan Sylwester Drost в Уикипедия на полски. Оригиналният текст, както и този превод, са защитени от Лиценза „Криейтив Комънс – Признание – Споделяне на споделеното“, а за съдържание, създадено преди юни 2009 година – от Лиценза за свободна документация на ГНУ. Прегледайте историята на редакциите на оригиналната страница, както и на преводната страница, за да видите списъка на съавторите. ВАЖНО: Този шаблон се отнася единствено до авторските права върху съдържанието на статията. Добавянето му не отменя изискването да се посочват конкретни източници на твърденията, които да бъдат благонадеждни. |